# Mega Man Battle and Chase
Mega Man Battle and Chase (Rockman Battle and Chase (ロックマン バトル&チェイス) au Japon) est un jeu vidéo de course développé et édité par Capcom en 1997 sur PlayStation. C'est un jeu dérivé de la série Mega Man. Mega Man Battle and Chase, est inédit en Amérique du Nord jusqu'à la parution de la compilation Mega Man X Collection, dans lequel le jeu est déblocable après avoir terminé les trois premiers jeux de la série Mega Man X. Le jeu est réédité le 17 décembre 2014 au Japon sur le PlayStation Network (PsOne Classics), jouable sur PlayStation 3, PlayStation Portable et PlayStation Vita,,,,.
La bande-son du jeu est incluse dans une compilation intitulée Rockman Sound Box 2 et publiée au Japon le 17 décembre 2014 par Capcom, regroupant plusieurs CD de bandes-son de jeux de la franchise Mega Man.

## Accueil
- GameSpot : 7,3/10[7]
- PlayStation: The Official Magazine : 3/10[8]